# Acrasia crinita
Acrasia crinita là một loài bướm đêm trong họ Geometridae.